# 大森昭生
大森 昭生（おおもり あきお、1968年 - ）は、おもにアーネスト・ヘミングウェイを対象とする日本のアメリカ文学研究者、共愛学園前橋国際大学教授、学長。男女共同参画論も専門としている。

## 経歴
宮城県仙台市生まれ。
1992年に東北学院大学文学部英文学科を卒業し、大学院へ進学して博士課程に学ぶ。学位は修士(文学)(東北学院大学)
1996年に共愛学園女子短期大学専任講師となり、1999年に共愛学園前橋国際大学専任講師および 
共愛学園女子短期大学兼担講師（2001年まで）となった。その後、2003年に共愛学園前橋国際大学助教授、2007年に教授へと昇任した。
共愛学園前橋国際大学では、国際社会学部長、副学長等を経て、2016年に学長となり、2024年に再任された。
学外では、文部科学省中央教育審議会専門委員、日本経済団体連合会採用と大学の未来に関する産学協議会分科会委員、群馬県青少年健全育成審議会長をはじめ、多数の公的委員を歴任し、各地での講演の機会も多い。
朝日新聞社が毎年刊行している『大学ランキング』の「全国の学長が注目する学長ランキング」では、2018年に刊行された『大学ランキング2019』で3位となり、さらに2021年に刊行された『大学ランキング2022』から3年連続1位となった。

## 私生活
3児を育てており、第二子、第三子の出産に際して育児休業を取得した。

## おもな著書

### 共編著
- （呉宣児、奥田雄一郎との共編著）前橋市の地域づくり事典：「家に住む」から「地域に住む」へ、上毛新聞社事業局出版部、2018年
- （成田秀夫、山本啓一、吉村充功との共編著）今選ぶなら、地方小規模私立大学!：偏差値による進路選択からの脱却、レゾンクリエイト、2018年